# Suck on This
Suck on This è il primo disco pubblicato ufficialmente dal gruppo statunitense dei Primus nel 1989 (Caroline Records), e ristampato e pubblicato il 23 aprile 2002 dalla Prawn Song Records. L'album è un live, registrato in due sessioni diverse al Berkeley Square di Berkeley, California, il 25 febbraio ed il 5 marzo, che si apre con il gruppo che esegue una breve cover di YYZ dei Rush, per poi passare subito a John the Fisherman. Contiene molti pezzi che andranno a far parte degli album registrati in studio successivamente. Tommy the Cat in Sailing the Seas of Cheese, Pressman in Pork Soda (intitolata The Pressman), The Heckler compare come traccia nascosta in Antipop e Jellikit appare nella colonna sonora del film Airheads. Tutti gli altri pezzi faranno parte di Frizzle Fry, che è il primo album in studio del gruppo, pubblicato nel 1990.

## Tracce
1. John the Fisherman (Claypool/Huth/Primus) - 3:53
2. Groundhog's Day (Claypool/Huth/Primus) - 4:53
3. The Heckler (Claypool/Primus) - 3:35
4. Pressman (Claypool/Primus) - 5:00
5. Jellikit (Claypool/Huth/Primus) - 3:59
6. Tommy the Cat (Claypool/Huth/Primus) - 5:26
7. Pudding Time (Alexander/Claypool/Huth/LaLonde/Primus) - 4:20
8. Harold of the Rocks (Claypool/Huth/Primus) - 6:17
9. Frizzle Fry (Claypool/Huth/Primus) - 5:45

## Formazione
- Les Claypool - voce, basso
- Larry "Ler" LaLonde - chitarra, sintetizzatore
- Tim "Herb" Alexander - batteria, percussioni